# Australian Dictionary of Biography
Das Australian Dictionary of Biography (kurz auch ADB oder AuDB) ist eine australische Nationalbiographie. Es enthält die Biographien von über 12.000 für Australien bedeutenden und maßgebenden Persönlichkeiten (Stand 2012), angefangen mit Politikern über Bischöfe, Künstler, Schauspieler, Autoren, Ingenieuren bis hin zu Prostituierten, Dieben und Mördern.
Dieses Verzeichnis stellt einen Querschnitt durch die australische Gesellschaft dar. Es beginnt bei dem niederländischen Entdecker Dirk Hartog (1580–1621) und endet aktuell bei Alan Fraser Davies (1924–1987), einem Politikwissenschaftler.
Das ADB-Projekt startete 1957 an der Australian National University, seit dieser Zeit haben über 4.500 Autoren Beiträge verfasst. Es ist eine mehrbändige, gedruckte Ausgabe erhältlich – die Biographien werden aber auch Online veröffentlicht.

## Gebundene Ausgabe
Die gebundene Ausgabe wurde bei Melbourne University Press veröffentlicht und besteht aktuell aus folgenden Bänden:
- Band 1 und 2 (veröffentlicht 1966–1967) beschreiben Personen, die im Zeitraum von 1788 bis 1850 gelebt haben.
- Band 3 bis 6 (veröffentlicht 1969–1976) behandeln den Zeitraum von 1851 bis 1890.
- Band 7 bis 12 (veröffentlicht 1979–1990) behandeln den Zeitraum von 1891 bis 1939.
- Band 13 bis 16 (veröffentlicht 1993–2002) behandeln den Zeitraum von 1940 bis 1980.
- Band 17 (veröffentlicht 2007) behandelt Personen, die von 1981 bis 1990 gestorben sind und deren Nachnamen mit A bis K beginnen.
- Band 18 (veröffentlicht 2012) behandelt Personen, die von 1981 bis 1990 gestorben sind und deren Nachnamen mit L bis Z beginnen.
- Ein Zusatzband mit allen Australiern, die von den ursprünglichen Ausgaben nicht behandelt wurden, erschien 2005.
- Ein Index zu den Bänden 1 bis 12 wurde 1991 veröffentlicht.

## Online-Ausgabe
Am 6. Juli 2006 wurde die Australian Dictionary of Biography Online vom Governor-General von Australien Michael Jeffery gestartet. Im Dezember 2006 erhielt sie den Manning Clark National Cultural Award. Die ADB-Online-Ausgabe wurde vom Australian Science and Technology Heritage Centre zusammen mit der Australian National University entwickelt.